# کرنگ کفتر
کرنگ کفتر، روستایی از توابع بخش گالیکش شهرستان گالیکش در استان گلستان در ایران است.

## جمعیت
این روستا در دهستان قراولان قرار داشته و بر اساس سرشماری سال ۱۳۹۵ جمعیت آن ۷۱۶ نفر بوده است.